# 시상 (천문학)

먼 별에서 오는 평면파가 대기의 요동 때문에 어떻게 교란되는 지를 설명하는 그림. 교란된 정도는 과장되어 있다.

시상 (視像, seeing) 또는 천문 시정도는 지구대기의 흔들림(turbulance) 때문에 천체가 흐릿하게 보이거나 깜빡이는 것처럼 보이는 현상을 일컫는 말이다. 천문 관측에서 시상은 망원경을 통해 보이는 별의 이미지가 지구 대기 때문에 흐릿하게 보이는 정도를 나타내는 값이다. 일반적으로 천문학적 시상을 나타내기 위해 별의 이미지(seeing disk)의 지름(전문용어로는 반높이 너비)을 각초(arcsecond)의 단위로 측정한다. "시상이 좋지 않다"는 말은 "별의 이미지가 크게 보인다" 또는 "시상 값이 크다"는 뜻이다.
이러한 시상은 지상 망원경이 극복해야 하는 가장 중요한 문제점 중 하나이다. 왜냐하면, 만약 대기가 없다면 아주 큰 구경(10m 급)의 망원경은 이론적으로 약 0.01초 정도의 분해능을 가질 수 있지만, 대기의 흔들림 때문에 높은 고도에 위치한 천문대에서도 보통 0.5초 - 1초 정도의 값을 갖게 된다. 즉 이론적으로 얻을 수 있는 분해능과 일상적인 시상 사이에 약 100배 정도의 차이가 있다. 따라서 대기의 흔들림을 보정하는 적응광학이 1990년대부터 천문 관측에 도입되어 지상 망원경의 분해능을 향상시키고 있다.

## 대기의 흔들림(요동)의 영향
대기 요동 때문에 발생하는 시상은 다음과 같은 현상으로 나타난다.
- 짧은 노출의 경우. 점 광원(별)의 이미지는 시간에 따라 빠르게 변하는 여러 반점(speckle)들이 흐트러져 있는 것처럼 보인다.
- 노출 시간이 길다면, 이렇게 움직이는 반점들이 누적되어, 시상원반(seeing disk)이라고 불리는, 흐릿한 별의 이미지를 만들게 된다.
- 만약 육안으로 별을 관측한다면, 이 반점들(speckles)의 움직임 때문에 별의 밝기가 변하여, 별이 깜빡이는 것처럼 보인다

만약 대기가 없다면, 망원경을 통해 얻어지는 별의 이미지는 회절현상 때문에 "에어리 원반"(Airy disk)이라는 모습을 띠게 된다. 별의 이미지의 크기를 보통 "반높이 너비"(full width at half maximum; FWHM)로 측정을 하는데, 이는 별의 이미지의 밝기가 제일 밝은 중심으로부터 그 절반으로 떨어지는 곳의 너비를 의미한다. 대기가 없을 경우의 이상적인 반높이 너비(FWHM)는 다음과 같이 관측하고 있는 파장에 비례하고, 망원경의 지름에 반비례 한다.
{\displaystyle {\rm {FWHM}}=1.22~\lambda /D}
그러나 별 빛이 지구 대기로 들어오면서 통과하는 공기 덩어리의 온도와 속도가 일정하지 않기 때문에 (따라서 굴절률이 다르다), 별의 파형이 흐트러져 별의 이미지가 아래 그림처럼 아주 많은 반점들로 보이게 된다.
천문학자들이 보통 별의 이미지를 얻을 때는 수 초에서 수십 분 동안 노출을 주게 된다. 이 경우 반점들이 노출시간 동안 모두 누적되어 "평균적인" 이미지를 만들게 되는데, 이를 시상 원반(seeing disk) 또는 점확산 함수(Point Spread Function)라고 부른다. 시상원반의 크기 (또는 그냥 시상)는 각초(arcsecond, ")의 단위로 측정한다. 이 시상 원반의 반높이 너비(FWHM)는 망원경의 크기보다 관측 당시의 대기 상태에 따라 주로 결정된다.
예를 들어, 지름 10m 망원경의 경우, 대기가 없을 경우에는 600nm의 파장에서 약 0.015"의 반높이 너비를 가져야 하지만, 실제는 대기의 요동 때문에 약 100배정도 큰 값을 갖는다. 일반적인 천문대에서는 보통 1.0" 내외의 값을 가지며, 산 정상 같이 매우 좋은 입지에 위치한 천문대에서는 가시광 영역에서 시상이 종종 0.4"까지 내려가기도 한다. 따라서 시상은 관측 시각, 장소, 노출 시간에 따라 항상 수 분의 시간 스케일로 변화하는 양이다. 천문학자들은 이렇게 측정한 시상값(반높이 너비, FWHM)이 작으면 "시상이 좋다"라고 하고, 반대로 시상원반의 크기가 크면 시상이 좋지 않아서 관측자료의 질이 나쁘다고 말한다. 이러한 시상의 효과는 가시광선부터 근적외선 영역에 걸쳐 비슷하게 나타나지만, 일반적으로 관측하는 파장이 길어질 수록 시상 값은 감소한다.
- 짧은 노출 시간으로 얻은 쌍성의 이미지.  대기의 요동 때문에 두 별이 각각 여러 개의 반점(speckle)들로 흩어져 보인다.
- 망원경을 통해 본 별의 움직임.  반점들이 시간에 따라 움직이는 것을 느린 속도로 보여준다.
- 대기의 흔들림 때문에 달 표면 이미지가 영향을 받는 모습

## 대기의 요동(turbulence)에 대한 이론
대기의 요동(따라서 천문학적 시상)은 {\displaystyle r_{0}}와 {\displaystyle t_{0}}라는 두 변수로 표현할 수도 있다. 여기서 {\displaystyle r_{0}}는 균질한 온도와 밀도를 갖는 공기 덩어리의 크기를 의미한다. 또한 {\displaystyle t_{0}}는 대기의 요동이 어떤 거리에 걸쳐 변하는 지를 나타내는 값이다. 만약 망원경의 구경이 {\displaystyle r_{0}}보다 작으면, 망원경에 도달하는 빛은 오로지 하나의 공기 덩어리 만을 통과하게 되므로 장시간 노출에서 얻어지는 별의 이미지는 회절 때문에 생기는 에어리 원반에 의해 결정되고, 따라서 망원경의 지름에 반비례하게 된다({\displaystyle {\rm {FWHM}}=1.22~\lambda /D}). 반면에 망원경의 구경이 {\displaystyle r_{0}}보다 크면, 별 빛은 망원경 구경 내의 여러 공기 덩어리를 통과하므로 시상원반(최종 별의 이미지)의 크기는 주로 대기의 요동에 의해 결정된다. 따라서 망원경의 지름과는 무관하게, 지름 {\displaystyle r_{0}}를 가진 망원경과 비슷한 시상값을 갖게 된다 ({\displaystyle {\rm {FWHM}}=1.22~\lambda /r_{0}}). 대부분의 천문대에서 이 공기 덩어리의 일반적인 크기({\displaystyle r_{0}})는 10–20 cm이며, 이 때문에 지상 망원경이 아무리 크더라도 실제 얻어지는 별의 이미지 크기는 10–20 cm 망원경보다 좋아지지 않는다. 그리고 {\displaystyle t_{0}}은 어느 정도 시간이 흘러야 대기의 요동이 심하게 변하는지 나타내는 시간이며, 대기가 안정적일 경우, {\displaystyle t_{0}\sim 0.3r_{0}/v_{wind}}이다. 여기서 {\displaystyle v_{wind}}는 풍속이다.
적응광학에서는, {\displaystyle r_{0}}는 대기 요동을 보정하는 액추에이터(actuators, 구동기)사이의 간격을, {\displaystyle t_{0}}은 얼마나 빨리 이 액추에이터가 대기 효과를 보정하기 위해 움직여야 하는 지를 결정한다.

{\displaystyle r_{0}}는 과학자 데이비드 프리드(David L. Fried)의 이름을 따서 프리드 변수(Fried parameter)라고 부른다. {\displaystyle r_{0}}는 관측하는 파장의 함수이며, {\displaystyle \lambda ^{6/5}}에 비례한다. 따라서 일반적으로 파장이 길수록(가시광선에서 근적외선으로 갈수록) 시상은 좋아진다.

#### 콜모고로프(Kolmogorov) 대기요동(turbulence) 모형
콜모고로프 난류 모형은 대기를 통과하는 별 빛의 파형이 어떻게 변하는 지를 기술하는 모형이다. 이는 러시아의 수학자 콜모고로프(Andreï Kolmogorov)에 의해 처음 제시되었고, 이 후 타타스키(Tatarski)에 의해 발전되었다.
이 모형은 다양한 관측과 실험에 의해 훌륭히 뒷받침되고 있으며,
천문 관측과 적응광학에서 별의 영상을 예측하는데 널리 이용되고 있다.
이 모형에서 파형의 요동은 대기의 굴절률의 변화 때문에 생긴다고 가정한다. 이 굴절률의 변화 때문에, 대기를 통과해서 퍼져나가는 파형에 {\displaystyle \phi _{a}\left(\mathbf {r} \right)}로 표현되는 위상의 변화가 생기게 된다. 타타스키의 모형에 따르면, 이 위상의 변동은 정규분포(Gaussian random distribution)를 갖는다고 단순화할 수 있으며 다음과 같은 구조 함수(structure function)로 표현된다.
{\displaystyle D_{\phi _{a}}\left(\mathbf {\rho } \right)=\left\langle \left|\phi _{a}\left(\mathbf {r} \right)-\phi _{a}\left(\mathbf {r} +\mathbf {\rho } \right)\right|^{2}\right\rangle _{\mathbf {r} }}
여기서 {\displaystyle D_{\phi _{a}}\left({\mathbf {\rho } }\right)}는 대기의 요동 때문에 생기는, 파면(wave-front)위에서 {\displaystyle \mathbf {\rho } }만큼 떨어져 있는 두 점 사이의 위상 차이를 의미하며, {\displaystyle <...>}는 앙상블 평균을 나타낸다. 가우스 분포의 경우, 위의 구조함수는 다음과 같이 단지 {\displaystyle r_{0}}하나의 변수를 갖는 식으로 표현할 수 있다.
{\displaystyle D_{\phi _{a}}\left({\mathbf {\rho } }\right)=6.88\left({\frac {\left|\mathbf {\rho } \right|}{r_{0}}}\right)^{5/3}}
위 식에서 {\displaystyle r_{0}}는 위상의 변화가 일어나는 세기를 나타내는 값이다. 망원경 구경의 크기가 이 값보다 클 경우, 파형의 오차가 커지기 때문에, 이 값은 언제 대기의 요동이 이미지의 분해능에 영향을 미치는지를 나타낸다. 예를 들면, I-필터 (900 nm 파장)에서 {\displaystyle r_{0}}는 일반적으로 약 20-40cm의 값을 가진다.
또한, 이 {\displaystyle r_{0}}는 주어진 구경을 따라 파면의 위상의 분산값을 구했을때, 그 값이 다음과 같이 대략 1.0이 되는 망원경 구경에 해당한다.
{\displaystyle \sigma ^{2}=1.0299\left({\frac {d}{r_{0}}}\right)^{5/3}}

## 대기 시상을 극복하기 위한 노력
대기의 시상 효과를 극복할 수 있는 가장 확실한 방법은 허블 우주망원경처럼 망원경을 대기 밖에 올려 놓는 것이다. 대기의 영향이 전혀 없으므로, 망원경의 분해능은 관측하는 파장과 구경에 의해 결정되어 최상의 결과를 얻을 수 있지만, 지름 2m이상의 망원경을 우주공간에 띄우기 위해서는 아주 많은 비용이 든다.
지상 망원경의 경우에는 여러 망원경들을 묶어 간섭계(interferometer)를 구성하여 보다 높은 분해능을 얻을 수 있다. 간섭계 분해능은 간섭계를 이루는 망원경 사이의 거리에 의해 결정된다. 1990년대에 들어 적응 광학이 대형 망원경에 적용되기 시작하여, 대기의 흔들림을 실시간으로 보정함으로써 지상망원경의 분해능을 향상시키고 있다. 또 다른 방법은 반점 영상법(speckle imaging)의 하나인 요행 영상 관측법(lucky imaging)이다.
이 방법은 천문 관측 중에 종종 시상의 효과가 아주 미미한 순간들이 우연히 있을 수 있다는 것을 이용한 방법이다. 따라서 천체의 영상을 얻을 때 매우 짧은 노출 시간을 이용해서, 거의 실시간에 가깝게 많은 영상들을 얻은 뒤, 이 중에서 가장 선명한 영상만을 골라서 적절히 더하면 최종적으로 매우 선명한 (분해능이 높은) 영상을 얻을 수 있다. 이 관측법은 가끔 적응 광학을 능가하는 영상을 만들어 낼 때도 있지만, 주로 매우 밝은 천체들에게만 적용이 가능하다는 단점이 있다.

## 같이 보기
- 적응 제어 광학 (adaptive optics)
- 반점 영상법 (Speckle imaging)
- Clear Sky Chart - 천문 시상 예보(북아메리카)
- 신기루
- 요행영상 관측법 (Lucky Imaging)